# Optokinetički refleks
Optokinetički refleks je refleks koji omogućava da oko prati objekte u pokretu dok je glava nepomična (npr. primjećivanje telefonskih stupova uz rub ceste za vrijeme vožnje automobilom). Ovaj refleks se razvija u dobi od 6 mjeseci života.